# لیندا او
لیندا او (انگلیسی: Linda Oe؛ زادهٔ ۱۸ فوریهٔ ۱۹۸۷) بازیکن فوتبال اهل لوکزامبورگ است.
وی همچنین در تیم ملی فوتبال Luxembourg بازی کرده‌است.